# Schuppenbrust-Zaunkönig
Der Schuppenbrust-Zaunkönig (Microcerculus marginatus) ist eine Vogelart aus der Familie der Zaunkönige (Troglodytidae), die in Costa Rica, Panama, Kolumbien, Ecuador, Venezuela, Brasilien, Peru und Bolivien verbreitet ist. Der Bestand wird von der IUCN als nicht gefährdet (Least Concern) eingeschätzt.

## Merkmale

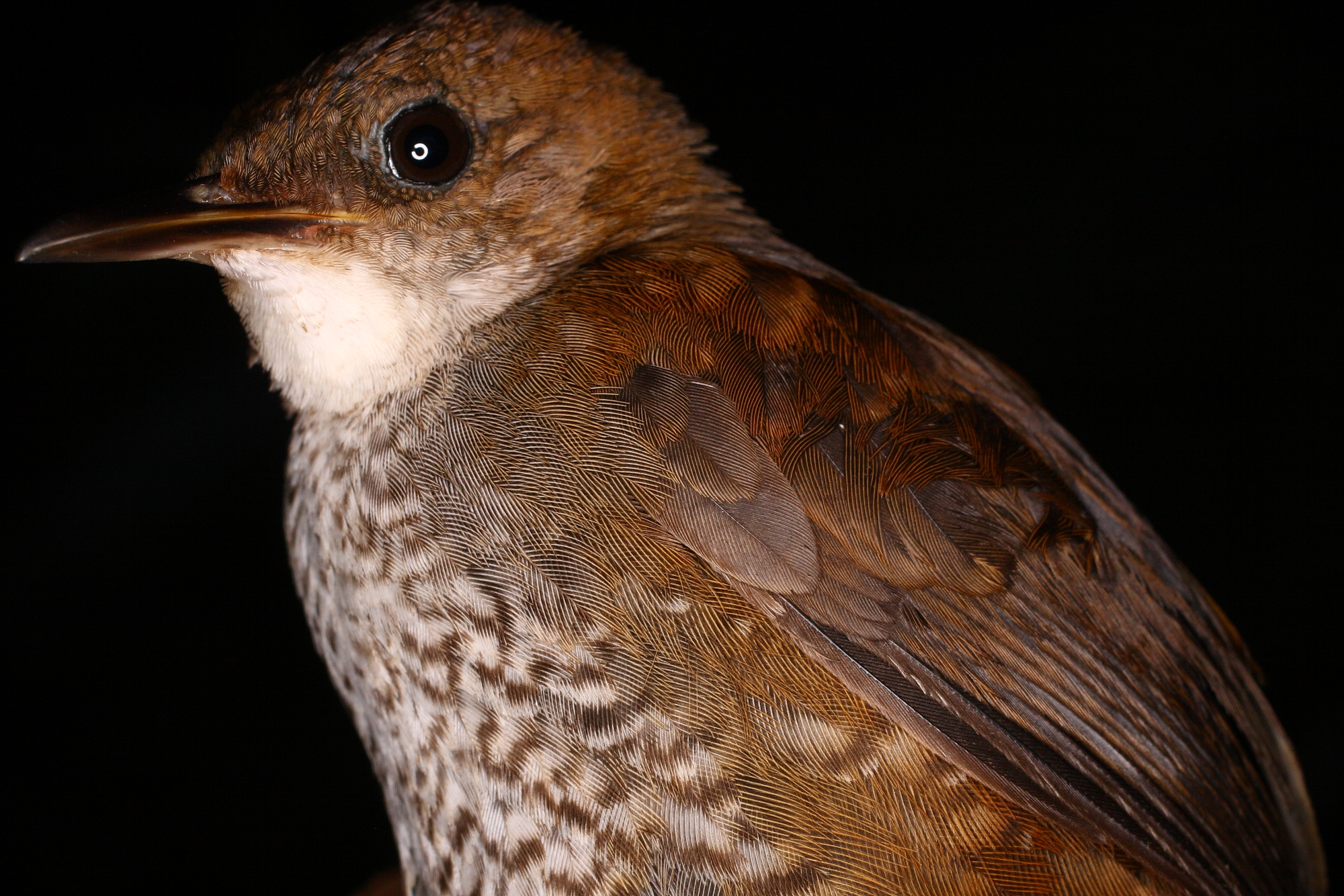
Schuppenbrust-Zaunkönig

Der Schuppenbrust-Zaunkönig erreicht eine Körperlänge von etwa 11,0 cm bei einem Gewicht von ca. 18,2 bis 22,0 g. Das Gesicht ist graubraun, der Oberkopf und die Oberseite schokoladenbraun, wobei der Bürzel etwas rötlicher getönt ist. Die Handschwingen, die Armschwingen und die Schirmfedern sind dunkel schokoladenbraun, wobei die Schirmfedern undeutliche dunkle Streifen aufweisen. Die Steuerfedern sind extrem kurz und ebenfalls dunkel schokoladenbraun. Der Bereich vom Kinn bis zum Oberbauch ist weiß, die Federn auf der Brustseite schwarz geschuppt. Die Hinterflanken, der Bauch und die Oberschenkel sind kräftig schokoladenbraun gefärbt. Die Augen sind dunkelbraun, der Schnabel schwarz mit cremefarbener Basis am Unterschnabel und die Beine gräulich schwarz. Beide Geschlechter ähneln sich. Jungtiere unterscheiden sich von erwachsenen Vögeln durch undeutliche dunkle Streifen am Oberkopf und dem Rücken und dunkelbraun Spitzen an den Federn der Unterseite. Die Streifen an den Flanken sind ausgeprägter.

## Verhalten und Ernährung
Nur wenige Daten zur Ernährung des Schuppenbrust-Zaunkönigs liegen vor. Ein brütendes Paar in Panama brachte Webspinnen und Heuschrecken zu ihren Küken. Meist ist er alleine unterwegs. Sein Futter sucht er in der tieferen Vegetation am Boden, in dem er sich wie Ameisendrosseln ähnlich laufend fortbewegt. Gelegentlich wurde er in Mittelamerika im Zusammenhang mit Wanderameisen beobachtet, doch scheint er den Schwärmen nicht routinemäßig zu folgen.

## Lautäußerungen
Der Gesang des Schuppenbrust-Zaunkönigs unterscheidet sich je nach Verbreitungsgebiet. In Mittelamerika startet er mit einer Serie von zehn bis fünfzehn kürzen Tönen, die langsamer, länger, lauter und höher werden. Ihnen folgen zwei laute aufgewühlte Töne, gefolgt von einer Serie reiner langanhaltender heller Pfiffe, die immer länger werden und mit einer Serie von Doppelpfiffen endet. Die ganze Sequenz zieht sich bis zu 2,5 Minuten. Dieser Gesang  kommt auch in Panamas Süden bis nach West Amazonien vor und variiert leicht in Ostamazonien. Der Gesang im Osten Perus und dem Norden Boliviens klingt klar mit reinen unregelmäßigen Lauten. Die verändern sich in der Höhe, Länge und im Volumen. Aus Costa Rica sind schnatterartige Laute ähnlich wie die der Ameisenvögel und laute stschep-Töne bekannt.

## Fortpflanzung
Die Brutsaison des Schuppenbrust-Zaunkönigs scheint sich über einen langen Zeitraum zu verteilen. So wurden Elterntiere Mitte Februar in Costa Rica beobachtet, die ihre Nestlinge fütterten. In Panama wurden Nester spät im Mai und Anfang Juli entdeckt, sowie Weibchen in Brutstimmung im November. Aus Panama wurden zwei Nester beschrieben, die aus abgestorbenen Blättern gebaut und in einer Erdhöhle versteckt waren. Diese waren vermutlich ursprünglich in einem Fall von einem Blauscheitelmotmot (Momotus momota) und im zweiten Fall von einem Fleckenbrust-Laubwender (Sclerurus guatemalensis) ausgehoben. Ein Gelege besteht aus zwei bis drei Eiern, die weiß sind. Aus einem Nest wurde von einer Brutzeit von 16 bis 17 Tagen berichtet. Mit 19 bis 20 Tage waren die Nestlinge flügge.

## Verbreitung und Lebensraum

Verbreitungsgebiet des Schuppenbrust-Zaunkönigs (grün)

Der Schuppenbrust-Zaunkönig bevorzugt die unteren Straten von dichtem, feuchten Tropenwald. Er bewegt sich in Höhenlagen von Meeresspiegel bis 1700 Metern in Costa Rica, bis 1400 Metern in Kolumbien und in Venezuela gar bis 1800 Metern. Eine Sichtung aus der Provinz Chiriquí soll sogar in 3100 Metern erfolgt sein.

## Migration
Es wird vermutet, dass der Schuppenbrust-Zaunkönig ein Standvogel ist.

## Unterarten
Es sind sechs Unterarten bekannt:
- Microcerculus marginatus luscinia Salvin, 1866[3] kommt in Costa Rica und Panama vor. Die Unterart hat eine weiße bis blass graue Kehle, eine Färbung die an der Brust und Oberbauch bräunlich grau wird. Der Unterbauch und die Flanken sind tief braun.[1]
- Microcerculus marginatus corrasus Bangs, 1902[4] kommt in der Sierra Nevada de Santa Marta vor. Die Unterart ähnelt M. m. squamulatus ist aber weißer und hat enge schwarze Streifen auf der Unterseite. Der Schnabel wirkt feiner.[1]
- Microcerculus marginatus squamulatus Sclater, PL & Salvin, 1875[5] ist im Norden Kolumbiens mit Ausnahme der Sierra Nevada de Santa Marta bis in den Norden Venezuelas verbreitet. Die Unterart ähnelt der Nominatform hat aber schuppige Markierungen an der Unterseite.[1]
- Microcerculus marginatus occidentalis Hellmayr, 1906[6] kommt im Westen Kolumbiens und dem Nordwesten Ecuadors vor. Die Subspezies unterscheidet sich von der Nominatform durch den längeren und dünneren Schnabel, sowie dunklere Oberseite und Flanken. Im Bauchbereich hat er breite dunkle Streifen.[1]
- Microcerculus marginatus taeniatus Salvin, 1881[7] ist im westlichen Ecuador verbreitet. Die Subspezies ähnelt M. m. squamulatus ist aber rötlicher auf der Oberseite, die schwarzen Streifen auf der Unterseite sind weiter auseinander und besser gezeichnet.[1]
- Microcerculus marginatus marginatus (Sclater, PL, 1855)[8] ist im westlichen Amazonas von Brasilien über den Osten Perus und den Nordosten Boliviens verbreitet.

## Etymologie und Forschungsgeschichte
Die Erstbeschreibung des Schuppenbrust-Zaunkönigs erfolgte 1855 durch Philip Lutley Sclater unter dem wissenschaftlichen Namen Heterocnemis marginata. Das Typusexemplar stammte von sogenannten Bogota-Bälgen. Einen genauen Sammelort nannte Sclater nicht. 1861 führte Sclater die für die Wissenschaft neue Gattung Microcerculus ein. Dieser Name leitet sich von »mikros « für »klein« und »kerkos κερκος« für »Schwanz« ab. Der Artname »marginatus« ist das lateinische Wort für »eingefasst, gerändert«, von »marginare, margo, marginis« für »abgrenzen, Grenze, Rand«. »Luscinia« leitet sich von »Nachtigall, berühmte Sängerin« ab. »Corrasus, corradere« bedeutet »schwer zu beschaffen«, »squamulatus« »geschuppt« von »squamula, squama« für »Schuppen«, »taeniatus« »gestreift« von »taenia, tainia ταινια« für »Band, Streifen«. Schließlich bedeutet »occidentalis« »westlich« von »occidens, occidentis« für »Westen«, ein Name, der oft für Arten, die westlich von zuvor beschriebenen Arten vorkommen, vergeben wurde.